# Timo Kern
Timo Kern (Hockenheim, 16 januari 1990) is een Duits voormalig voetballer die doorgaans speelde als middenvelder. Tussen 2008 en 2024 was hij actief voor Karlsruher SC II, Karlsruher SC, Astoria Walldorf, Waldhof Mannheim en Bayern München II.

## Clubcarrière
In de jeugd kwam Kern uit voor het plaatselijke FV 08 Hockenheim, alwaar hij gescout werd door jeugdtrainers in dienst van Karlsruher SC. Bij die club ging hij in de jeugdelftallen spelen en in 2008 werd hij opgenomen in het belofteteam van de club. Na twee jaar daar mocht hij voor het eerst meedoen met het eerste elftal van Karlsruher. Op 24 september 2010 mocht Kern debuteren in de 2. Bundesliga, toen hij in het met 0–2 verloren uitduel tegen FSV Frankfurt in mocht vallen.
Na het verlopen van zijn verbintenis in 2013 trok de middenvelder naar Astoria Walldorf. De verbintenis van Kern, inmiddels aanvoerder bij deze club, werd in april 2017 verlengd met twee jaar, tot medio 2019. Deze verbintenis zat hij niet uit, want in de zomer van 2018 tekende hij voor twee seizoenen bij Waldhof Mannheim. Een jaar later nam Bayern München hem over voor het tweede elftal. Kern besloot per januari 2025 op vierendertigjarige leeftijd een punt te zetten achter zijn actieve loopbaan.